# Parusia
Parusìa è una parola di origine greca (dal termine greco παρουσία parousía, che significa "presenza" indicante in generale la presenza del divino, o dell'essenza ideale, nel mondo materiale) usata in vari ambiti filosofici e teologici.

## Ambiti

### Filosofia platonica
Secondo la filosofia di Platone è la presenza nel mondo sensibile dell'essenza ideale.

### Teologia cristiana

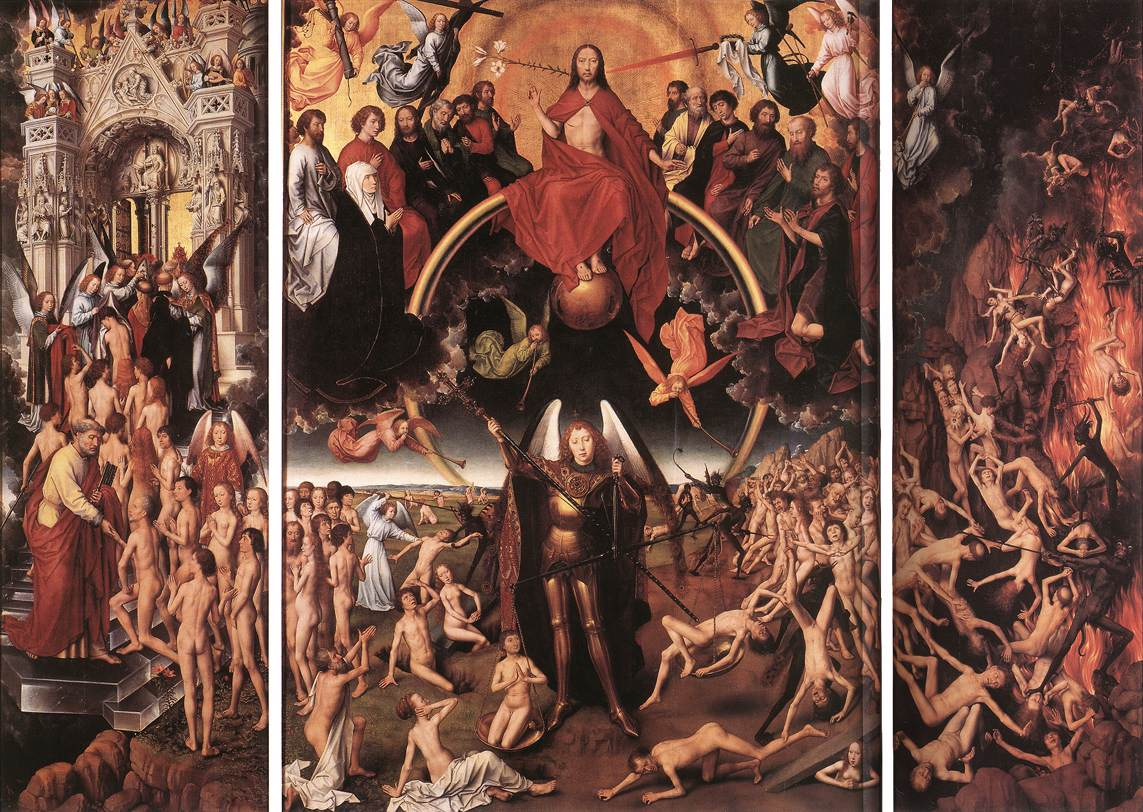
Hans Memling, Trittico di Danzica

Nella teologia cristiana indica il ritorno sulla terra di Gesù alla fine dei tempi. La parusia ricorreva di frequente nella predicazione apostolica. Paolo di Tarso, infatti, nella Prima lettera ai Corinzi sperava di essere ancora vivo all'epoca della Parusia, tant'è che conclude questa lettera con l'espressione maràna tha, Vieni o Signore (1 Cor 16:22), presente anche alla fine del Libro dell'Apocalisse di san Giovanni Apostolo ed Evangelista (Ap 22:20). È un tema ricorrente negli Atti degli Apostoli, scritti nei primi decenni dopo Cristo, nel periodo in cui la morte dei primi cristiani comincia a originare domande sulla sorte dei corpi e delle anime.
Il computo cronologico di quando avverrà il ritorno glorioso di Gesù sfugge alla conoscenza, ma a saperlo è solo il Padre (Mt 24:36). Ma certo è che quando accadrà esso sarà manifesto a tutte le popolazioni della terra: "Come la folgore viene da oriente e brilla fino a occidente, così sarà la venuta del Figlio dell'uomo" (Mt 24:27). San Paolo tuttavia specifica: "Nessuno vi inganni in alcun modo! Prima infatti dovrà avvenire l'apostasia e dovrà essere rivelato l'uomo iniquo, il figlio della perdizione, colui che si contrappone e s'innalza sopra ogni essere che viene detto Dio o è oggetto di culto, fino a sedere nel tempio di Dio, additando se stesso come Dio" (2 Tessalonicesi 2:3-4).

### Rastafarianesimo
I Rastafari, membri di un movimento religioso nato in seno al Cristianesimo, proclamano che il secondo Avvento, cioè la Parusia del Messia Cristo che ritorna nella terra come Re dei re davidico per regnare, è avvenuto con l'imperatore di Etiopia Hailé Selassié (Potenza della Trinità).

### Islam
Nell'Islam sciita i Duodecimani sono in attesa della ricomparsa, alla fine dei tempi, del 12º Imam, Muhammad al-Mahdi, mai morto ma nascosto, che tornerà a manifestarsi e a ristabilire la giustizia in Terra.

### Induismo
Nel Brahmanesimo e nell'Induismo la "discesa" di una divinità sulla Terra si chiama avatara.

### Influenze nella cultura contemporanea
La parusia è al centro della trama dei primi due volumi della Trilogia di Valis dello scrittore statunitense Philip K. Dick, Valis e Divina invasione.
Nel romanzo di fantascienza Come ladro di notte (1972) di Mauro Antonio Miglieruolo, la Parusia, intesa come la cancellazione della vita intelligente dall'universo, è il fine supremo della autoproclamata Congrega degli Inumani.